# Teorías de falla
Se conocen como teorías de fallo(a) elástico o criterios de fallo(a) elástico a los criterios usados para determinar los esfuerzos estáticos permisibles en estructuras o componentes de máquinas. Se utilizan diversas formulaciones, dependiendo del tipo de material que se utiliza.
Más precisamente, una máquina trabaja en ciclos reversibles debe ser diseñada de tal manera que sus tensiones no salgan del dominio elástico. Los criterios de fallo elástico establecen diferentes aproximaciones para diferentes materiales que permiten realizar el diseño de manera correcta. La ocurrencia de fallo elástico no implica en muchos casos la rotura de la pieza, ese otro caso requiere el estudio mediante mecánica de la fractura.

## Materiales dúctiles

Comparación de las superficies de fluencia para los criterios de Von Mises y Tresca en usando las tensiones principales como coordenadas

Se considera materiales dúctiles a aquellos que pueden deformarse considerablemente antes de llegar a rotura. Para este tipo de materiales existen dos teorías, la teoría de la máxima tensión cortante y la teoría de la máxima energía de distorsión.

### Teoría de la tensión tangencial máxima (Criterio de Tresca)
Esta teoría fue propuesta por Henri Tresca, bajo este criterio una pieza resistente o elemento estructural falla cuando en alguno de sus puntos sucede que:

{\displaystyle \tau _{\rm {max}}\geq {\frac {\sigma _{Y}}{2}}}

siendo
{\displaystyle \sigma _{Y}\;}, la tensión de límite elástico del material de la pieza;
{\displaystyle \tau _{\rm {max}}=(\sigma _{1}-\sigma _{3})/2\;}, la tensión cortante máxima del punto considerado;
{\displaystyle \sigma _{1},\sigma _{3}\;}, la mayor y la menor Dirección principal#Direcciones principales de tensión y deformación|tensión principal en el punto considerado.

### Teoría de la máxima energía de distorsión (Criterio de Von Mises)
Este criterio puede considerarse un refinamiento del criterio de Tresca. El criterio de la máxima energía de distorsión fue formulado primeramente por Maxwell en 1865 y más tarde también mencionado por Huber (1904). Sin embargo, fue con el trabajo de Richard Edler von Mises (1913) que el criterio alcanzó notoriedad; a veces se conoce a esta teoría de fallo elástico basada en la tensión de Von Mises como teoría de James Clerk Maxwell|Maxwell-Tytus Maksymilian Huber|Huber-Hencky-Von Mises. La expresión propuesta por Von Mises y Hencky, de acuerdo con este criterio una pieza resistente o elemento estructural falla cuando en alguno de sus puntos la energía de distorsión por unidad de volumen rebasa un cierto umbral:

{\displaystyle e_{\rm {dist}}\geq {\frac {\sigma _{Y}^{2}}{2E}}}

En términos de tensiones este criterio puede escribirse sencillamente en términos de la llamada tensión de von Mises como:

{\displaystyle \sigma _{\rm {vM}}={\sqrt {\frac {(\sigma _{1}-\sigma _{2})^{2}+(\sigma _{2}-\sigma _{3})^{2}+(\sigma _{3}-\sigma _{1})^{2}}{2}}}\geq \sigma _{Y}}

donde
{\displaystyle \sigma _{1}\geq \sigma _{2}\geq \sigma _{3}\,}, son las tensiones principales en el punto considerado.

## Materiales frágiles
Se dice que un material es frágil cuando es muy poca la deformación que presentan antes de romperse. Para este tipo de materiales existen dos teorías, la teoría del máximo esfuerzo normal y el criterio de falla de Mohr.

### Teoría del máximo esfuerzo normal
Propuesta por Rankine, bajo este criterio un material frágil fallará si en alguno de sus puntos sucede que:
{Ecuación|{\displaystyle \sigma _{\rm {max}}={\rm {max(|\sigma _{I}|,|\sigma _{II}|,|\sigma _{III}|)\geq \sigma _{u}}}}||left}

### Criterio de falla de Mohr
En laboratorio una muestra del material se conforma como una viga en rotación a la cual se aplica un momento flector puro, de forma que el esfuerzo varía de tensión máxima a compresión máxima.

## Uso en ingeniería civil
En ingeniería civil se utilizan diversos métodos, también denominados de fallo, consistentes en calcular qué cargas producen el fallo de la estructura, determinando la carga admisible mediante un coeficiente de seguridad. Nótese que estas teorías corresponden a la hipótesis de cargas exteriores estáticas; han de aplicarse otros criterios en el caso de que la situación sea cuasiestática o dinámica.